# Кирило VI Цариградски
Кирило VI Цариградски — је био цариградски патријарх у периоду од 1813. до 1818. године.

## Биографија
Рођен је 1769. године у Једрену, где се и школовао. Био је интелигентан и добар ученик. Био је под заштитом локалног епископа (каснијег патријарха) Калиника V, који му је 1791. доделио титулу ђакона и прогласио га за секретара. 1801. године, када је његов покровитељ постао васељенски патријарх, постављен је за патријаршијског архиђакона. Са овог положаја био је посебно заинтересован за реорганизацију патријаршијске школе.
Септембра 1803. изабран је за епископа у Конији, где је био епископ наредних 7 година. Тамо се бавио оснивањем школа, проналажењем уџбеника и описмењавањем становништва. Године 1810. премештена је у саборну цркву у Једрену. 4. марта 1813. године, по напуштању положаја Јеремије IV, изабран је за васељенског патријарха.
Као васељенски патријарх, поред посебног интересовања за просвету, финансирао је стварање музичке школе, реорганизовао патријаршијску болницу и објавио многе књиге, од којих је већина била верска. Стабилизовао је финансирање патријаршије и поново отворио патријаршијску штампарију као и Велику школу. Султан Махмуд II га је приморао да поднесе оставку 13. децембра 1818. године.
После оставке, повукао се у Једрене. Када је почео рат 1821. године, његово име је било у султановом ферману за хапшење 30 свештеника и славних велможа у Одринском. Погубили су га Турци који су га обесили на капију цркве и оставили тело да виси три дана (први пут је пукао конопац и Турци су га из страха од сујеверја) бацили у реку Марицу. Касније су његови посмртни остаци сахрањени, а његов гроб се може посетити у дворишту куће у селу Кулели, Бургас, у близини реке Марице.
Свети синод Руске православне цркве га је 1993. године прогласио за свеца, а помиоње се 18. априла, односно недељу дана после Васкрса.